# Miró el Viejo
Miró el Viejo (catalán: Miró el Vell) fue conde de Conflent desde cerca de 870 hasta 896 y conde de Rosellón desde 878 hasta 896. Era hijo del conde Sunifredo I de Urgel y Cerdaña y de Ermesenda, y hermano de Wifredo el Velloso, que en 870 heredó Urgel y Cerdaña de su tío Salomón, dejando  el gobierno del pagus de Conflent a su hermano Miró. 
En 876, Miró se sublevó contra el marqués Bernardo de Gotia con la ayuda del Vizconde de Narbona y de Wifredo de Urgel y de Cerdaña e invadió el Rosellón. Aunque fue condenado por el papa Juan VIII en 878, Luis II el Tartamudo le ratificó la posesión del Rosellón. Miró fue protector del monasterio de San Andrés de Eixalada que, al ser destruido por una riada, fue sustituido por el monasterio de San Miguel de Cuixá.
Miró casó con Quíxol con la que tuvo una hija, Godlana, que fue esposa del conde Benció de Ampurias. 
Murió en 896 y el condado del Rosellón, desgajado de la parte interior, quedó en poder de su yerno Benció, en tanto que el resto del Rosellón (Vallespir, Capcir y Fenolleda) junto con el Conflent pasaron a manos de su hermano Wifredo I y, a la muerte de éste en 897, a las de su hijo Miró II el joven.
| Predecesor: Sunifredo I       | Conde de Conflent 870-896 | Sucesor: Wifredo el Velloso |
| Predecesor: Bernardo de Gotia | Conde de Rosellón 878-896 | Sucesor: Suñer II           |

- Datos: Q1149630